# The Honeys
The Honeys (au début the Rovell Sisters) est un girl group américain de surf music, originaire de Los Angeles. Le groupe est composé des sœurs Marilyn, Diane, and Barbara Rovell ; Barbara est ensuite remplacée par leur cousine, Ginger Blake. Après 1962, les Rovell Sisters sont rebaptisées The Honeys par Brian Wilson, qui envisage le groupe comme un pendant féminin de son groupe, les Beach Boys. Wilson est producteur de disques et auteur-compositeur en chef des Honeys, et épouse Marilyn fin 1964. Après 1969, le girl group revient par intermittence. Dans les années 1970, Marilyn et Diane forment un autre groupe de courte durée, American Spring (en), également avec la participation de Wilson.

## Histoire
Les Honeys (terme d'argot désignant les filles ou les copines, et plus particulièrement les femmes passionnées de surf) sont au départ composées des sœurs Barbara, Diane et Marilyn Rovell, se produisant sous le nom de Rovell Sisters. Leur cousine Sandra Glantz remplacera Barbara et rejoint le groupe sous le nom de Ginger Blake.
Elles sont découvertes sur le circuit des émissions de talents amateurs par le producteur Gary Usher, qui intègre Blake, devenue sa petite amie, sur son single de 1961 You’re the Girl/Driven Insane, et tout le groupe sous le nom des Usherettes en 1963 sur Three Surfer Boys/Milky Way.
Marilyn et Diane rencontrent les Beach Boys lorsque les garçons se produisent dans un club hollywoodien Pandora's Box fin 1962. Usher présente le girl group au leader Brian Wilson, qui commence leur collaboration en changeant leur nom en Honeys, d'après un vers de Surfin' Safari des Beach Boys. Brian et Marilyn (qui est encore au lycée) commencent à sortir ensemble, il emmène les filles au studio d'enregistrement pour produire leurs chansons.
Il fait appel aux Beach Boys comme choristes sur Surfin' Down the Swanee River et aux Honeys comme interprètes de fond sur les disques des Beach Boys : les voix des pom-pom girls sur le réenregistrement de Be True to Your School ont été interprétées par les Honeys. Les deux groupes partagent parfois la même affiche de concert.
Elles ont aussi le nom de Westwoods sur un single inédit de 1963, Miss My Little Surfer Boy, et sous le nom de Ginger & the Snaps au milieu des années 1960.
En 1963 et 1964, les Honeys sortent un certain nombre de singles chez Capitol Records et Warner Bros., avec un succès régional plutôt faible. Les chansons sont écrites, arrangées ou produites par Brian Wilson. Parmi leurs autres travaux en studio, elles chantent en chœur pour les Beach Boys sur Be True to Your School, pour Bruce Johnston sur la chanson titre de son album, Surfin' Round the World, et pour Jan and Dean sur les singles The New Girl in School, Dead Man's Curve et The Little Old Lady from Pasadena.
La carrière des Honeys s'estompe à mesure que la musique surf n'est plus à la mode. Marilyn et Brian se marient alors qu'elle a 16 ans et sont les parents de Carnie et Wendy Wilson, qui seront plus tard célèbres en tant que membres des Wilson Phillips. Blake quitte le groupe pour créer sa propre maison d'édition et poursuivre sa carrière de choriste en solo. Marilyn et Diane forment un duo appelé American Spring (en) dans les années 1970, également sous l'œil de Brian Wilson.
Dans les années 1980, le groupe se réunit pour enregistrer deux albums studio, Ecstasy et It's Like Heaven.
Dans les années 1990, les Honeys se réunissent et jouent dans la région de Los Angeles. Une anthologie (comprenant aussi des enregistrements d'American Spring) est publiée par Capitol Records en 1992.
Le 10 mars 2016, deux membres des Honeys participent à un concert à la Coffee Gallery Backstage à Altadena, en Californie, dans le cadre d'un hommage à leur ami de longue date P.F. Sloan.

## Membres
- Marilyn Wilson-Rutherford (1961–1969, 1980, 1983, 1986, années 1990, 2016)
- Diane Rovell (1961–1969, 1980, 1983, 1986, années 1990)
- Ginger Blake (1961–1969, 1980, 1983, 1986, années 1990, 2016)
- Barbara Rovell (1961–1963)

## Discographie
Single
- 1963 : Shoot the Curl/Surfin' Down the Swanee River
- 1963 : Pray for Surf/Hide Go Seek
- 1963 : The One You Can't Have/From Jimmy with Tears
- 1963 : Three Surfer Boys/Milky Way (Gary Usher and the Usherettes)
- 1963 : Miss My Little Surfer Boy (The Westwoods, inédit)
- 1964 : He's a Doll/The Love of a Boy and a Girl
- 1969 : Tonight You Belong to Me/Goodnight, My Love

Albums studio
- 1983 : Ecstasy
- 1986 : It's Like Heaven